# اولریش گرگور
اولریش گرگور (آلمانی: Ulrich Gregor; ۱۸ سپتامبر ۱۹۳۲) تاریخ‌دان و منتقد سینما اهل آلمان است.
وی کار را خود را به‌عنوان روزنامه‌نگار و منتقد سینما از سال ۱۹۵۶ در روزنامه‌های داخلی و خارجی آلمان شروع کرد، در سال ۱۹۶۲ همکاری خود را با انو پاتالاس برای تحلیل فیلم‌ها در زمینه توسعه اجتماعی، سیاسی و اقتصادی آغاز کرد. آنها در سال ۱۹۷۶ کتابی در زمینه تاریخ سینما منتشر کردند.